# Montmartre
Montmartre je sjeverni i ujedno najviši dio Pariza, glavnog grada Francuske (nadmorska visina 127 m), s kojeg se pruža pogled na ostale dijelove grada.
Sačuvao je izgled starog grada Pariza s krivudavim ulicama i starim kućama. Očuvani su i vinogradi. Na Montmartreu nalazi se i crkva Sacré-Cœur, na čijem se prostoru nalazi i poznato groblje Montmartre na kome su sahranjene brojne poznate osobe.
Sredinom 19. stoljeća, umjetnici poput Johana Jongkinda i Camillea Pissarra, došli su živjeti na Montmartre. No tek krajem stoljeća ovaj je dio Pariza postao važno umjetničko središte grada. Otvoren je i restoran u blizini starog mlina na vrhu uzvisine, imenom Moulin de la Galette.
Neki od najvažnijih umjetnika 20. stoljeća na Montmartreu su stvarali svoja djela i crpili inspiraciju, primjerice Vincent van Gogh, Pierre Brissaud, Alfred Jarry, Gen Paul, Jacques Villon, Raymond Duchamp-Villon, Henri Matisse, André Derain, Suzanne Valadon, Pierre-Auguste Renoir, Edgar Degas, Maurice Utrillo, Henri de Toulouse-Lautrec i Théophile Steinlen, ali i afroamerički umjetnik Langston Hughes. Ovdje su neko vrijeme u siromaštvu živjeli i Pablo Picasso i Amedeo Modigliani, u zgradi Le Bateau Lavoir. Na Montmartreu je postojao i boemski kabaret Le Chat Noir (u prijevodu Crni mačak) gdje su se okupljali umjetnici. Kabaret se smatra prvim modernim noćnim klubom u kojem se uživalo u uživo izvođenoj glazbi te alkoholu.

## Vanjske poveznice
|  | Zajednički poslužitelj ima još gradiva o temi Montmartre |